# Буфадиенолиды
Буфадиенолиды (от лат. bufo — жаба) — группа стероидных соединений, содержащих α-пироновый фрагмент в положении 17 стероидного скелета, ненасыщенные производные буфанолида. Буфадиенолиды — биологически активные вещества растительного и животного происхождения, обладающие кардиотоническим и кардиотоксическим действием.
Гликозиды гидроксизамещенных буфадиенолидов содержатся в растениях семейств лилейных и лютиковых, в свободном виде или в виде гликозидов — в защитном секрете кожных желез некоторых видов жаб (например, буфоталин в секрете жабы обыкновенной Bufo bufo).
Кардиотоническое и, в высоких дозах, кардиотоксическое действие буфадиенолидов обусловлено ингибированием Na+, K+ АТФаз (аденозинтрифосфатаз) позвоночных, что ведет к подавлению мембранного транспорта ионов натрия и калия через мембраны клеток сердечной мышцы.
По своему физиологическому действию буфодиенолиды сходны с карденолидами - стероидными соединениями сходной структуры, у которых в положении 17 находится структурно сходный ненасыщенный пятичленный лактонный цикл. Гликозиды обеих групп соединений относят к сердечным гликозидам.